# Station Carentan
Station Carentan is een spoorwegstation in de Franse gemeente Carentan les Marais.

## Treindienst
| Serie | Treinsoort | Route                                                    | Bijzonderheden |
| ----- | ---------- | -------------------------------------------------------- | -------------- |
| K 2+  | TER (SNCF) | Paris Saint-Lazare – Caen – Lison – Carentan – Cherbourg |                |